# بولين يانغ
بولين يانغ (بالصينية: 楊寶玲) هي ممثلة صينية، ولدت في 17 أبريل 1967 بهونغ كونغ في الصين.

## وصلات خارجية
- بولين يانغ على موقع IMDb (الإنجليزية)
- بولين يانغ على موقع قاعدة بيانات الفيلم (الإنجليزية)